# 交易赠券
交易赠券是在现代会员卡出现之前，商家在忠诚计划中向顾客发放的小型纸券。与零售商的优惠券类似，这些纸券只有几毫(千分之一美元)的现金价值，但当顾客积累了一定数量的纸券时，他们可以与交易券公司(通常是交易券的第三方发行者)交换奖品，如玩具、生活用品、家具和电器。

## 历史

### 起源
1891年，威斯康辛州的舒斯特百货公司开始发行交易赠券。起初，这些邮票只发给用现金付款的顾客，作为他们不使用信用卡购物的回馈。其他零售商也很快开始效仿这种做法。例如，位于费城和匹兹堡的食品制造商和分销商的L. H. Parke公司，它们的产品包括咖啡、茶、香料和罐头食品。他们在1895年建立了一个名为Parke's Blue Point Trading Stamps的交易赠券计划。Parke公司在费城和匹兹堡的总部大楼里设立了展厅，顾客可以在那里挑选和购买优质商品。

### 独立的交易赠券公司
1896年，S&H公司作为一家独立的交易赠券公司在美国成立。到1957年，约有200家交易赠券公司存在。通常，商家会向第三方交易赠券公司支付赠券费用，并宣传他们在购买时会提供赠券。大型零售商通常会获得折扣赠券，而较小的零售商则必须支付交易赠券的全部费用。这样做的目的是让顾客衷于商家，他们就会继续在同一商家进行购物，以获得足够的赠券来兑换商品。顾客可以在收集册里贴满赠券，然后拿着这些收集册去赠券交易公司的兑换中心兑换奖品。顾客也可以将收集册邮寄给赠券交易公司来兑换奖品。在20世纪70年代和80年代，商人发行的利率是每购买10美分的商品发放一张赠券。一本收集册大约需要1200张赠券才能贴满，相当于购买金额为120美元。
在美国，最受欢迎的商业赠券品牌之一是S&H Green stamps(俗称“绿色赠券”)，但其他大型品牌包括Top Value赠券、Gold Bond赠券、格纹赠券、Blue Chip赠券、Quality赠券、Buccaneer赠券和Gold Strike赠券。 Texas Gold赠券主要由连锁杂货店H-E-B在德州发行，Mahalo赠券主要在夏威夷发行。
就连漫画出版商漫威漫画公司也在20世纪70年代进军了交易赠券领域，推出了“漫威价值赠券”。每一张价值赠券上都印有漫威角色（第一个角色是蜘蛛侠）并且通常会出现在漫威标题的信纸中。买家被建议把赠券剪下来收集(这种做法让未来的漫画收藏家很恼火，因为如果漫画被剪成小块做成价值赠券，它们的价格就会下降)，漫威公司以50美分的价格售卖一本赠券收集册；如果一个人收集了一本收集册中的所有赠券，共100张，则有权在漫画书店和漫画展上享受折扣(包括圣地亚哥国际漫画展)。另一套赠券被称为“系列B”，它取代了只有一个人物的单一赠券，而是类似于拼图；当把这些赠券放在一起时，就会形成一幅完整的图像，通常是一位漫威明星(有一次是史丹·李本人)。这一概念于2006年在漫威聚焦系列赠券中重新出现，并于2017年作为漫威遗产计划的一部分再次出现。

#### 增长与衰退
随着20世纪10年代早期连锁加油站的普及和20世纪20年代连锁超市行业的兴起，商业邮票的使用也随之增加。商家发现，向所有客户发放奖励比只向现金客户发放奖励更有利可图。美国各地的司法管辖区都提出了有关使用交易赠券的法律提案，但常被驳回。但部分商人团体比较排斥交易赠券，并在他们的地区极力阻止交易赠券的使用。第二次世界大战后，随着超市开始发行交易赠券，交易赠券的使用范围扩大了。到1957年，约有25万家零售店在发行交易赠券，近三分之二的美国家庭在收集交易赠券。在此期间，赠券交易公司有1400 - 1600个零售中心，消费者可以在零售中心兑换他们收集的赠券来购买消费品。上世纪60年代初，S&H绿色赠券公司(S&H Green Stamps)夸口说，它每年印制的赠券比美国政府印制的邮票还多。据报道，1968年在美国售出的交易赠券价值超过9亿美元。
从20世纪70年代初开始，交易赠券的使用量开始下降。 由于能源危机，加油站停止提供汽油，许多超市开始投入更多的钱来宣传低价，代替发行赠券。在20世纪80年代，贸易赠券的流行度短暂回升，但总体上它们的使用量持续下降。他们已被优惠券、信用卡公司提供的奖励政策和其他忠诚计划（如百货店的"优先客户"卡）所取代。在20世纪90年代和21世纪初，大多数剩余的贸易邮票公司要么停止运营，要么转换为线上形式。

## 国际交易赠券

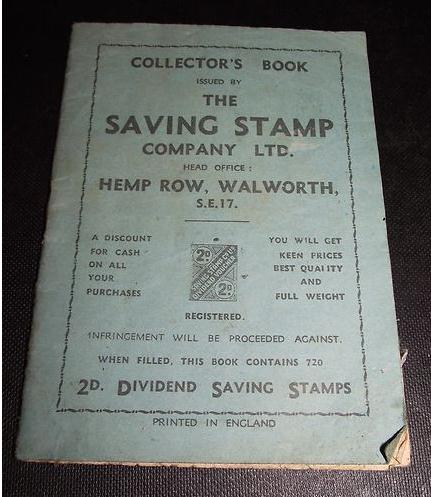
一本二十世纪中期的英国赠券收集册。

### 加拿大
加拿大约在1900年开始使用交易赠券，但在1905年被加拿大政府禁止使用。1959年，杂货连锁店Loblaws推出了他们的幸运绿色赠券计划，在温尼伯的一家IGA超市开始了交易赠券计划。尽管面临法律挑战，但该交易赠券仍是合法的，因为它们不符合加拿大刑法中对交易赠券的定义。2018年第42届加拿大议会期间，除过时条款外，《刑事法典》中反对交易增曲的条款被C-51法案删除。

### 英国
20世纪60年代，交易赠券的使用已经蔓延到英国。企业家理查德·汤普金斯在英国创立了绿盾赠券公司。基于类似的模式，虽然绿盾赠券独立于S&H绿色赠券，但仍带有类似的商标。汤普金斯的公司开始向加油站和小型零售商出售赠券，并于1963年与特易购超市（Tesco）签署了“绿盾赠券”特许经营权。S&H公司也开始在英国发行他们的邮票，但颜色改为粉红色。1965年，英国合作社运动提供交易赠券，作为向其消费者分红的新手段。